# Luis Perea Hernández
Luis Perea Hernández (Alcalá de Henares, 25 agosto 1997) è un calciatore spagnolo, centrocampista del Racing Ferrol.

## Caratteristiche
È un centrocampista difensivo.

## Carriera
Cresciuto nel settore giovanile dell'Atlético Madrid, nel 2016 viene acquistato dall'Osasuna che lo aggrega alla propria seconda squadra militante in Segunda División B. Qui colleziona 53 presenze in due stagioni riuscendo anche a debuttare in prima squadra il 5 maggio 2017, in occasione dell'incontro di Primera División contro l'Alavés. Nella stagione 2018-2019 entra stabilmente a far parte della prima squadra dove colleziona 15 presenze ottenendo la promozione nella Liga dopo due anni di assenza. Poco impiegato nella prima parte della stagione seguente, nel gennaio 2020 passa in prestito all'Alcorcón dove riesce a trovare continuità. Terminato il prestito, il 27 agosto viene ceduto a titolo definitivo al Leganés con cui firma un contratto quinquennale.

## Statistiche
Statistiche aggiornate al 18 dicembre 2020.

### Presenze e reti nei club
| Stagione         | Squadra          | Campionato       | Campionato | Campionato | Coppe nazionali | Coppe nazionali | Coppe nazionali | Coppe continentali | Coppe continentali | Coppe continentali | Altre coppe | Altre coppe | Altre coppe | Totale | Totale | Totale |
| Stagione         | Squadra          | Comp             | Pres       | Reti       | Comp            | Pres            | Reti            | Comp               | Pres               | Reti               | Comp        | Pres        | Reti        | Pres   | Reti   |        |
| ---------------- | ---------------- | ---------------- | ---------- | ---------- | --------------- | --------------- | --------------- | ------------------ | ------------------ | ------------------ | ----------- | ----------- | ----------- | ------ | ------ | ------ |
| 2016-2017        | Osasuna B        | SDB              | 26         | 2          |                 | -               | -               |                    | -                  | -                  |             | -           | -           | 26     | 2      |        |
| 2017-2018        | Osasuna B        | SDB              | 27         | 1          |                 | -               | -               |                    | -                  | -                  |             | -           | -           | 27     | 1      |        |
| Totale Osasuna B | Totale Osasuna B | Totale Osasuna B | 53         | 3          |                 | -               | -               |                    | -                  | -                  |             | -           | -           | 53     | 3      |        |
| 2016-2017        | Osasuna          | PD               | 1          | 0          | CR              | 0               | 0               |                    | -                  | -                  |             | -           | -           | 1      | 0      |        |
| 2017-2018        | Osasuna          | SD               | 0          | 0          | CR              | 0               | 0               |                    | -                  | -                  |             | -           | -           | 0      | 0      |        |
| 2018-2019        | Osasuna          | SD               | 15         | 1          | CR              | 1               | 0               |                    | -                  | -                  |             | -           | -           | 16     | 1      |        |
| 2019-gen. 2020   | Osasuna          | PD               | 2          | 0          | CR              | 0               | 0               |                    | -                  | -                  |             | -           | -           | 2      | 0      |        |
| Totale Osasuna   | Totale Osasuna   | Totale Osasuna   | 18         | 1          |                 | 1               | 0               |                    | -                  | -                  |             | -           | -           | 19     | 1      |        |
| gen.-lug. 2020   | Alcorcón         | SD               | 18         | 2          | CR              | 0               | 0               |                    | -                  | -                  |             | -           | -           | 18     | 2      |        |
| 2020-2021        | Leganés          | SD               | 15         | 0          | CR              | 1               | 0               |                    | -                  | -                  |             | -           | -           | 16     | 0      |        |
| Totale carriera  | Totale carriera  | Totale carriera  | 104        | 6          |                 | 2               | 0               |                    | -                  | -                  |             | -           | -           | 106    | 6      |        |

## Palmarès

### Club

#### Competizioni nazionali
- Segunda División: 1

Leganés: 2023-2024